# シリア内戦における反体制派

勢力図（2023年）
ロジャヴァ(クルド人地域)
シャーム解放機構(サラフィー・ジハード主義)
シリア国民軍
シリア政府（アサド政権）

シリア内戦における反体制派（シリアないせんにおけるはんたいせいは）では、2011年からシリアで生じているシリア内戦において、バッシャール・アル＝アサド政権の打倒を掲げる諸勢力について記述する。

## 概要
チュニジアで発生したアラブの春は、2011年になるとシリアにも波及する。同年3月、ダルアーで政府に批判的なスローガンを壁に描いた少年が、警察によって拷問で殺されたとする報道がシリア国内外のメディアによって広く伝えられた。これをきっかけに、シリアの地方都市を中心に反体制派が抗議活動を行うようになる。同年10月には政府軍から離反した軍人たちが「自由シリア軍」なる反体制組織を各地で結成し、政権軍と交戦を行うようになった。暴力の応酬によって双方の死傷者は増え、それによって復讐心と憎悪が増幅され、さらなる暴力の応酬を生むという悪循環に陥った。
シリアの反体制派には、当初から体系化された指揮系統は存在せず、雑多な組織群がそれぞれ合従連衡しながら活動しており、自由シリア軍もいくつかの武装勢力が個別に自称しているに過ぎず、これらの組織は2013年以降、「穏健な反体制派（moderate opposition）」 と呼称されるようになった。「穏健」でない反体制派には、テロ組織に認定されたレバント征服戦線（旧アル＝ヌスラ戦線）をはじめ、イスラム過激派・ジハード主義者とされる多くの組織が存在している。ISILは政治的な理由で、反体制派とは区別されている（後述）。それらとは別に、クルド人が主体となったロジャヴァを反体制派に含むこともある。
反体制派組織は峻別されたものではなく、構成員の組織間移籍や組織間の合従連衡が繰り返されてきた。そのため、過激派組織と穏健派組織を厳密に区別することはできないとされる。ヌスラ戦線などいくつかのイスラム過激派組織は共通の起源をもち、外国人（非シリア人）が主導権を握っている。
中東・イスラム圏の政情に詳しい明治大学特任教授山内昌之によると、自由シリア軍やシリア民主軍、イスラム国など主要な反政府グループは5つある。更に自由シリア軍は約100組織、シリア民主軍は約40組織で構成される。
2023年2月に北西部の反体制派は地震の被害を受けたが、アサド政権は攻撃した。

## 「穏健な反体制派」

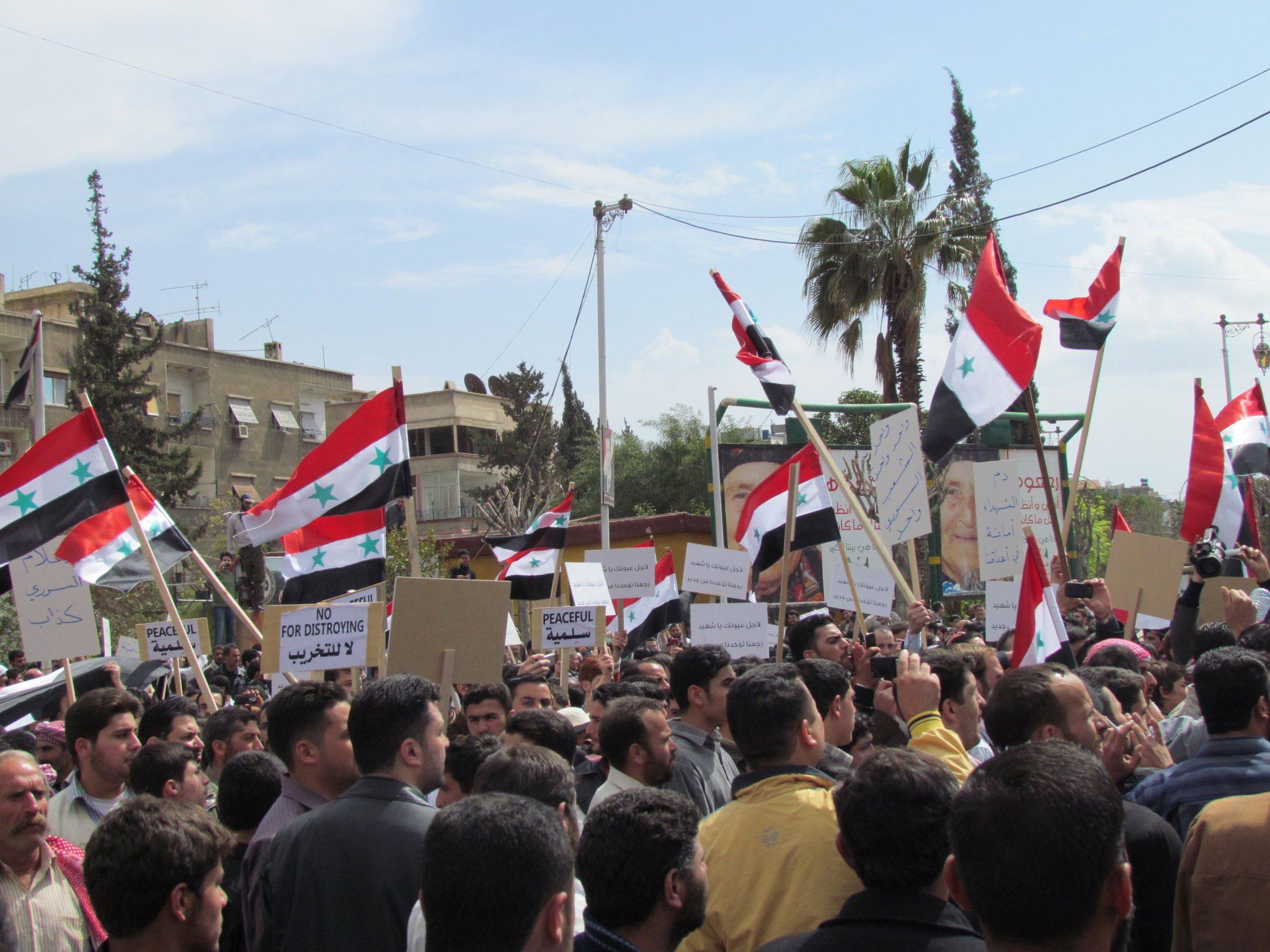
2011年4月8日、ダマスカス近郊。当時の抗議者たちは「暴力反対」や「平和」を表す看板を掲げていた

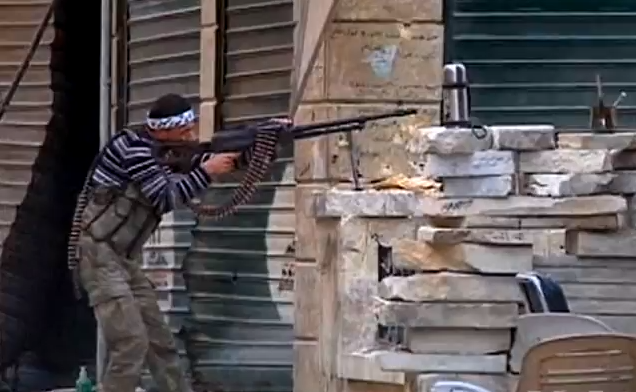
アレッポにて戦闘中の自由シリア軍兵士

「穏健な反体制派」は、イスラム過激派でないシリアの反体制派を指す。「自由」や「民主主義」をスローガンに掲げるが、シリアにおいては宗教的マイノリティのアラウィー派に属するアサドを倒し、多数派であるスンニ派の政権を作るというニュアンスが込められている。アメリカなどの諸外国（シリアの友人たち）に支援されているが、動員力が弱く、エジプト（2011年革命）やチュニジア（ジャスミン革命）で見られたような政府軍からの寝返りもほとんど起きていない。そのため政府軍の残虐さを国際社会に訴え、支援各国に軍事介入を呼び掛ける戦術をとっている。
当初はデモ活動を中心に行っていたが、2011年10月に政府軍から離脱した兵士が自由シリア軍と称する組織を結成すると、各地で暴力の応酬が本格化した。しかし自由シリア軍は当初から司令部が乱立して統制を失い（各地域の離脱兵に横の繋がりは殆ど無いが、当時著名になりつつあった自由シリア軍に便乗し、それぞれ独自に自由シリア軍を名乗っていたと考えられる。また、この様な傾向はイスラム国やアルカイダにも該当する）、2012年夏過ぎには士気・規律の低下により人心の離反を招いた。大同団結のために、2011年9月にはシリア国民評議会、2012年末にはシリア国民連合が結成されたが、いずれも失敗に終わっている。そのため比較的士気が高いイスラム過激派に反体制派の主導権を奪われており、自由シリア軍にアサド政権を倒せる見込みはないと見られている。反体制派の中でイスラム過激派が台頭していることが広く知られるようになると、支援の在り方を問われた欧米諸国は、2013年3月ごろから「穏健な反体制派」という言葉を使い始めた。当初はシリア国民連合など非武装組織を指していたが、徐々に非イスラム過激派武装勢力を指す言葉に変化した。自由シリア軍は2013年末に最高意思決定機関とみられていた「最高軍事評議会」がシリア国内に拠点を失い、2014年9月には国民連合から解散を命じられた。2016年現在、自由シリア軍はヌールッディーン・ザンキー運動、スルターン・ムラード師団、第13師団、ムジャーヒディーン軍など、複数の組織が個別に自称しているに過ぎないとされる。また欧米諸国は2014年9月以降、「穏健な反体制派」にアサド政権打倒ではなくISIL打倒を求めるようになり、支援の在り方も変化している。
2014年から2015年にかけて、首都ダマスカス近郊やシリア北部のアレッポ県・イドリブ県では、自由シリア軍などの「穏健な反体制派」武装勢力がイスラム過激派に駆逐されていった。特に、アメリカに支援されていた「ハズム運動」が、ヌスラ戦線に敗退したことで崩壊したことは、アメリカの「穏健な反体制派」支援政策に打撃を与えた。
2015年9月以降は、穏健な反体制派もイスラム国やアルカイダと共にロシア軍による空爆の攻撃対象とされ弱体化に拍車をかけた。
存亡の危機に立たされた「穏健な反体制派」は、イスラム過激派組織やクルド人民防衛隊との連携や、攻勢に転じているシリア政府軍との停戦交渉に応じた降伏などの結果、これら各勢力に駆逐されるか吸収され傘下となり、独立した主体としては事実上存在しなくなったとされる。

## イスラム過激派
シリアの反体制派におけるイスラム過激派は、シリアで多数派を占めるイスラム教スンニ派であり、ヌスラ戦線などのイスラム過激派は反体制派にとってアサド政権に対抗する上で貴重な戦力であった。そのため、自由シリア軍とイスラム過激派の共同作戦が行われたこともあるが、イスラム過激派は「キリスト教徒はベイルートへ」、「アラウィー派は墓場へ」などのスローガンを掲げ、アサド政権支持勢力だけでなくシリアの宗教的少数派も排撃対象とした。ホムスでは、内戦から1年のうちにキリスト教市民の90％が追放され、200人余りが人質（人間の盾）として捕らえたとされている。イスラム過激派は反体制派の主導権を握ったものの、欧米諸国はイスラム過激派の存在を理由に、反体制派へ支援する武器を殺傷力の低いものに抑えるなど、反体制派支援やアサド政権打倒の躊躇に繋がった。また、イスラム過激派自体にも、反体制派の一部を「堕落した者」、「西洋諸国、アメリカ政府、シリア政府の手先」とみなす者が多く、その残虐さからシリア国民や他の武装勢力、反体制派の支援国から不興を買っており、この事は世俗派や非スンニ派イスラム教徒、非イスラム教徒などを中心に宗教的には寛容なアサド政権に対する消極的支持や、クルド人勢力のアサド政権との戦略的協調にも繋がり、短期的にはアサド政権を守勢に追い込んだものの（イスラム国によるラッカ制圧、ヌスラ戦線を中心としたアルカイダ系勢力によるイドリブ制圧など、主要都市の奪取はいずれもイスラム過激派によって成された）、長期的にはアサド政権に利する形となった。
2013年から2014年にかけて、イスラム国が反体制派と袂を分かち独自勢力として支配圏を急速に拡大し、またアルカイダのシリア支部であるヌスラ戦線も、2014年以降シリア北部において「穏健な反体制派」を駆逐していった。それは、ISIL（「イスラム国」）に対抗して独自に首長国を建国するためでもあった（なお、イスラム過激派と「穏健な反体制派」の関係だけでなく、イスラム国とアルカイダの不和も表面化し、互いに破門宣言を出し対立関係となった）。その結果、シリア革命家戦線やハズム運動は壊滅させられた。
2015年ごろからロシア軍が本格的に軍事介入を開始し、ロシア軍および同軍から情報をもたらされたシリア政府軍の空爆精度や頻度が大幅に上がった事に伴い、ヌスラ戦線などの幹部が相次いで戦死したとされる。そのためヌスラ戦線を始めとしたイスラム過激派は穏健な反体制派の元支配地域や住宅街に拠点を作ることで、空爆を避けようとしている。

## ロジャヴァ(クルド人)

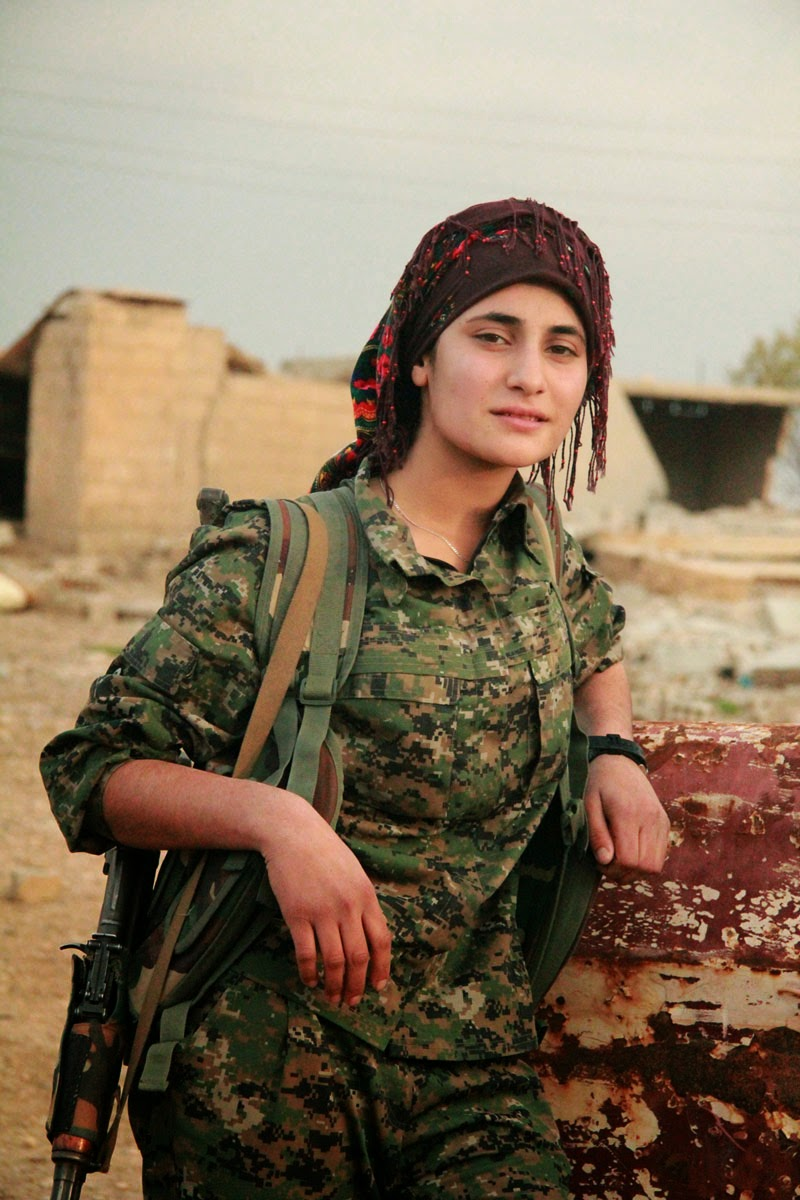
クルド女性防衛部隊兵士（2014年11月4日）

ロジャヴァはクルド民主統一党（PYD）が主導する反体制派勢力。シリア北部のクルド人居住区などを実効支配する一大勢力。クルド人民防衛隊（YPG）を中心としたシリア民主軍（SDF）と深い関係にある。「穏健な反体制派」と異なり、政治プロセスによるアサドの退陣を目指しているともされるが、主目的は自治の獲得或いは独立であると思われ、アサドの去就については二次的なものとしている。そのため、地域や状況によってはアサド政権との協調も見られ（後述のアレッポの戦い (2012-2016年)ではアサド政権の同盟者として反体制派と戦っている）、「反体制派」と言うよりは「第三勢力」或いは「独立派」と呼んだ方が正確である。なお、イスラム過激派とは明確な敵対関係にある。日本や欧米諸国の政府・メディアは、しばしばロジャヴァを「クルド勢力」と呼び、他の反体制派組織と区別している。
トルコ政府は、YPGをトルコ・クルド人の非合法組織クルディスタン労働者党の一派とみなし、警戒している。ロジャヴァは政府軍を積極的に攻撃することがなかった上に、アメリカから優先的に空爆による支援と武器の供給を受けているため、他の反体制派から反感を持たれている。
前述の様に、状況や地域によって「アサド政権」「反体制派」双方と協調や対立をしてきたが、2018年1月のトルコ軍によるアフリーン郡侵攻以降は、反体制派の各勢力がトルコ軍と協調するか、アサド政権との戦闘を優先する中で、YPGはアサド政権に軍事支援を要請。交渉の末、アサド政権側も支援要請に応じ部隊派遣を決定した為、一部占領地域をアサド政権に移譲するなど両者が急速に接近した。
後に米軍の早期撤退が撤回されたことや、アサド政権との戦後交渉の不調、新型コロナウイルスの流行による勢力地域の固定化もあり、2020年現在は米軍の駐留を背景に勢力圏の維持を図っているが、アサド政権とは対イスラム過激派・対トルコなど共通の利害関係が多いため、双方とも独立や自治拡大などロジャヴァの去就結果に関わらず、一定の協調関係は維持していく方向であると考えられる。

## 歴史

### 自由シリア軍の結成
アル＝アサド家が属するアラウィー派は古くからイスラム教の「異端」として嫌悪されていた。政権はスンナ派からの敵意を恐れ、スンナ派名望家/ウラマー層を統制・懐柔する一方、同胞団などの政権を批判するスンナ派勢力を徹底弾圧した。さらに中下層スンナ派国民の生活保護や登用を行い、多くのスンナ派は政権に協力的になる。スンナ派の同胞団支持感情は強いように見受けられるが、1982年のハマー虐殺以降、同胞団の国内組織はほぼ壊滅した。シリアではアルカイダのような過激派の侵入は厳格に阻まれ、政権に協力的なスンナ派名望家とウラマーがスンナ派をまとめていた。
2011 年、チュニジアとエジプトで権威主義的独裁政権が大規模な民衆デモにより打倒された。アサドは革命を警戒し、警察・治安機関に住民とのトラブルを避けるよう指示していたという。しかしダルアーの治安組織は、3月に反政権的なスローガンを落書きしていた少年を逮捕・拷問し、これに抗議するデモを激しく弾圧した。この様子がインターネットや国際メディアを通して国内外に配信され、デリゾール、ハマーといった地方都市で政権の人権侵害や圧政に対する抗議デモが続発した。デモが発生すると政府は、その地域を封鎖してライフラインを遮断し、政府支持派の住民を政権支持の官製デモに動員し、軍・治安部隊・シャッビーハを投入してデモを鎮圧する。そうするうちに別の地域でデモが発生し、アサド政権はその地域に軍・治安部隊・シャッビーハを転戦させるという状況が、数カ月間続いた。
2011年3月以降、政権と反体制派の衝突が激化する中、一般スンナ派とウラマーら国内の反体制派と国外で活動を続けてきた同胞団系の活動家とが合流し、穏健な反体制派として存在感を強めた。ウラマーは政権から優遇され、多くは政権と協力的であったが、内戦勃発と共に政権からの暴力に晒され、反体制派に寝返るものが相次いだ。
一方、国際世論上では、シリア政府と反体制派の間で様々な広報戦が行われた。そこで反体制派で活躍したのが世界中に散ったシリア系移民とその子孫であった。彼らは19 世紀以来、西欧・南米・北米、オーストラリアなどへ移住し、高度な専門知識・技術を身につけて実業家・医師・学者・技術者として活躍してきた人々も少なくない。彼らは英語やフランス語などに堪能でホスト社会で高い教育を享受しつつ、自分たちの出自をそれほど意識せず、シリアにも関心を払ってこなかった。しかし、「アラブの春」を機に反体制派に肩入れし、欧米主導の国際メディアやインターネット社会でプロパガンダ活動を行った。この影響力は政権側プロパガンダを圧倒し、短期間でシリア政府に批判的な国際世論を形成した
政府と反体制派の対立はエスカレートし、政府軍の中にも反体制派に寝返る者が出てきた。彼らは「自由シリア軍（FSA）」を名乗り、武装集団を各地で結成し、政権側の軍・治安部隊・シャッビーハと交戦を繰り返した。治安が極度に悪化し、シリア政府はトルコ国境での統治能力をほぼ失った。反体制派は政権から離反した兵士たちが兵器を持ち出したことで政府軍に対抗できるようになった。
政府支配地に留まる公務員・軍人などにも、政権崩壊に巻き込まれることを恐れ、反体制派支配地や国外に脱出する機会を窺う者もいたとされる。しかし、政府はアレッポ、ハマー、ホムスといった大都市に勢力を残し、反体制派支配地は農村部や農村地域の中小都市に点在し、面的な制圧ができていなかった。このためシリア政府軍と反体制派の戦闘は膠着し、内戦は長期化した
反体制派には、地縁・宗派・民族などで結びつく無数の集団が含まれる。FSAと総称される離反軍人部隊も、各活動地域で別個に戦闘を続け、「地元調整委員会」などと称する無数の集団が全土に散在し、単一司令部の下で統制されているわけではない。FSA以外にも様々な武装集団がおり、各集団相互の連絡・連携も少なく、全体を代表する機関を欠いた。マルクス主義からイスラム過激派まで様々な思想・信条の組織が乱立し、アラブ人のほかにクルド人やトルクメン人など民族を基盤とした排他的グループも存在したためである。また、シリア系移民の多くはアラビア語が喋れず、シリアに行った者も少なかった。そのため国外と国内でそれぞれ反アサド運動が盛り上がったにもかかわらず、一挙に政権を打倒することができなかった。
一方、政権の支持基盤は内戦当初想像された以上に強固であった。アサド政権下では地縁・血縁・宗派などのコミュニティを媒体に様々な人々が利権を得ていた。既得権益である軍や警察のうち、農村部や都市下層民の出身者は特にアサドへ恩義を感じ、体制の強固な支持者となっていた。また、直接利益を得なかった者の中にも、良好な治安の恩恵を受けたアサドの消極的支持者も多かった。彼らはアサドが倒された場合の治安悪化や混乱を警戒し、政権打倒のスローガンにも冷ややかであったとされる。このため、ダルアーで政府側が強硬な対応をしなければ、内戦がここまで広がることはなかったとする見方もある。また、政府が反体制派を恐れるあまり、消極的支持者にも締め付けを強め暴力を振るったことは、自らの支持基盤を切り崩し、反体制派を勢いづけることにつながった。
「アラブの春」は明確な理念・理想を掲げず、独裁政権打倒を旗印に様々な思惑を持つ人々が集まって始まった。そのため政権打倒が見通せなくなる中、統一的な目標・思想を見い出すことに困難を抱えた。民族主義・社会主義は、権威主義体制が掲げていただけに求心力が弱かった。また、世俗主義は、欧米留学経験を持つインテリ・富裕層のイメージが強く、一般国民や反体制派の現場からは遠く感じられた。そのため、反体制派でイスラム穏健派が存在感を強めた。彼らは国民国家シリアの統合を維持しつつ政権を打倒し、スンナ派の教理を社会的公正の基礎に位置づけ、少数派の権利に配慮した民主的で多元的な社会の実現を目指した。統治機構の完全破壊はイラクと同様の混乱を招くので、大統領退陣と秘密警察などの人権侵害に加担した機関の解体に留め、警察・軍などの治安機構と各省庁の統治機構は温存し、新体制に組み込むことが想定された。このような指針はスンナ派の共同体秩序の維持を重視する面と合致するが、サラフの時代への回帰やウンマの再興を強調するイスラム過激派がシリア国内に地盤確保することの阻止が課題とされた。また、外国の軍事介入が見込めない中、反体制派の軍事力で大統領退陣に追い込む目処が立たなかった。
2012年11月シリア国民連合が結成され、ダマスカスのウラマー名家出身であるアフマド・ムアーズ・アル＝ハティーブが議長に選出された。彼は11年12月に、政権の暴力に曝されて国外に脱出しており、遅れて反体制に参加した。ウラマーの伝統的権威と潜在的調停力を組織と意志の統一を期待されていた。

### イスラム過激派の台頭
都市部中産階級や農村部名望家層の出身で、専門教育を受けたイスラム穏健派たちはイスラムの教義・思想の専門家であるウラマーを尊敬し、各職業的活動や日常生活の中でイスラムの教義を重視してきた。
そういったイスラム穏健派とは別に、2012年10月頃より国外からジハードと殉教を目指すイスラム過激派が侵入した。特に有力だったのがアルカイダとの繋がりも指摘されるヌスラ戦線で、彼らは世界各地の戦場で豊富な戦闘経験を積み、湾岸諸国などの裕福な支持者たちから豊富な資金と装備の提供を受け、練度と装備で劣るFSAと比べて高い戦闘力を発揮した。彼らは政権関係者・支持者を殺害・拷問し、殉教を望んで政府軍と果敢に戦った。穏健な反体制派は、過激派の戦績を評価する一方、その過激な思想･手法には懸念を示していた。
西洋的世俗主義者への反感、他に適当な理念・理想が見い出せないという消極的な理由から、イスラム重視やイスラム穏健派への共感はムスリムの宗教感情を背景に醸成された脆弱なものであった。これに対してFSAの脆弱さ、政権との交渉を模索する国民連合を弱腰と批判して、ヌスラ戦線などの果敢な闘争姿勢に人気が高まった。また、反体制派の多極化により、対立軸も民衆運動から発展した反体制派と、それを一方的に弾圧する独裁政権というよりは、アサド政権も複数勢力の中の最大の武装勢力に過ぎない存在となる。
穏健な反体制派の間では、ジハード主義者の目的はジハード継続と殉教なので、シリア内戦が終われば別の戦場を求めて去るという楽観的予測や、ヌスラは意見の異なる他のスンナ派を攻撃していないのでアルカイダとは異なるという見解もあった。一方で、彼らが厳格なシャリーア統治やカリフ制再興を志向し、国民国家シリアの存続と非スンニ派にとって深刻な脅威になるという見解もあった。
十分な装備と食糧を持ってシリアに来た彼らは、装備・食糧の多くを国内調達しなければならない地元武装勢力と異なり、略奪を行うことがない。その上、死を恐れず、戦闘の手段を選ばないイスラム過激派は、政権の暴力に晒される一般スンナ派から支持を得ていった。

### クルド人勢力の中立化
2011年にアラブの春がシリアにも広がりを見せ始めた事に伴い、2011年3月7日、13名の政治犯がハンガーストライキを決行すると漸く流れに勢いがついてくる。3日後には数十名のクルド人がアサド政権への抗議を掲げてハンガーストライキを行った。3月12日にはカーミシュリーにて大規模なデモが開かれ、アサド政権への抗議と、カーミシュリー事件での犠牲者たちへの追悼が行われた。
抗議活動は2011年の3月から4月にかけて拡大。アサド政権は無国籍のクルド人に市民権を与えると約束することで民衆をなだめようと試みるが、それから夏にかけてシリア政府の暴力的な取り締まりが強化される中で、民衆の抗議はただ過激さを増していった。
2011年の5月31日にトルコのアンタルヤにて、シリア野党サミットが開催された。しかし12の政党からなるクルド人の政党連合はこのサミットをボイコットした 。8月にはイスタンブールでサミットが行われ、シリア国民評議会の設立に繋がったが、イスタンブールのサミットには12のうちの2つのクルド人政党が参加しているものの、残りの10グループはサミットへの参加を見送った。クルド人の政党連合はサミットをボイコットした理由として、開催地がトルコであったことをあげている。
シリア国民評議会への参加を見送ったことでクルド人勢力は、アサド政権とも、反体制派とも距離を置く形となった。クルド民主統一党（PYD、シリアのクルド人政党）の議長は、シリア国民評議会へのクルドの不参加は戦略的な決断であると語った（クルド人勢力が内戦の早い段階で反体制派と一定の距離を置いた背景には、後述の2012年半ば以降に実行されるロジャヴァ諸都市の無血移譲についてのアサド政権側との交渉が、非公式に行われていた可能性がある）。
クルド人民防衛隊（YPG）は2012年7月19日にコバニを占領し、続く20日にはアムダ（Amuda）、アフリーンを支配に置き、シリア政府軍、反体制派に続き第3の勢力としてシリア内戦へ参加することとなった。
クルド民主統一党（PYD）とクルド人国民評議会（KNC）はこれらの都市の行政を行うために共同で委員会を組織したが、シリア政府の治安維持部隊はこれといった抵抗もなく撤退したために大規模な衝突は起きなかった。シリア政府軍もまた別の地域での戦闘へと向かった。
クルド人部隊が容易く都市を制圧し、政府軍が大きな抵抗もなく撤退を繰り返していった裏には、クルド人勢力とシリア政府との間に取引があったのではないかという推測が存在する（シリア政府軍がクルド人地区から退く代わりにクルド人は地区を越えた進軍を控えるという条件は双方の利害が一致したと考えられる）。
ロジァヴァでの抗議活動は2011年を通し、2012年の春まで続いた。しかしシリア北部からは、クルド人のグループはもちろん他のエスニックグループにしても、自由シリア軍には参加することはなかった。アサド政権後のシリアでクルド人の代表権を認めるという確約が得られなかったことが理由にあるとされる。
2013年に入り、反体制派陣営では、自由シリア軍やシリア国民連合の統治能力欠如が露呈する中、イスラム過激派が台頭し反体制派内での対立が激化し、ISなどが反体制派から離脱し独自勢力となる一方、アサド政権の短期崩壊の可能性が無くなった事で、クルド人勢力はアサド政権との協調を模索し始める。
2014年には、ISが更に勢力を拡大する一方、反体制派内でもヌスラ戦線を中心としたアルカーイダ系が主流となる。これらスンニ派イスラム過激派勢力はクルド人に対し排他的であり、クルド人勢力は反体制派と距離を置き、逆にアサド政権とは必要に応じ協調する関係となる。
2015年には、アメリカの仲介によりYPGを主体に一部の反体制派も含めた反体制派組織シリア民主軍を結成。
2016年8月21日にはハサカで残余の政府軍と衝突。YPGはハサカ南部の政権側支配地域を包囲、これに対し政権側はクルド人実効支配地域に内戦下で初めて空爆を実施したが、23日には双方がロシアの仲介で停戦。一方で、2016年後半の政府軍のアレッポ奪還作戦では一部の戦線を担当し、事実上の同盟関係となり政府軍を支援した。
2017年後半にはIS打倒後の支配権を巡り、政府軍とデリゾールやラッカの解放を競うが、主導権を巡る政治的な対立はあるものの双方の直接的な戦闘は控えられている。

### アレッポ敗退
アレッポでは2012年の反体制派進入以降、市の東部を中心に反体制派が支配権を有する一方、市の西部はアサド政権が維持し、補給路を守り抜いていた。シリア政府軍と反体制派がアレッポ市内を東西に分断し、市の支配権と補給路を巡り長期に渡り激しい軍事衝突を繰り返したが、2015年9月末のロシアの軍事介入が大きな転機となった。
ロシア介入後も暫くは空爆の対象がラタキア県・ホムス県・ハマー県と広範囲かつ散発的に行われたため、依然として反体制派がアレッポで戦闘を有利に進めていた事に加えて、反体制派内の対立も続き、防御陣地の強化や各反体制派武装勢力が連携できるトンネルの建設など防御戦闘への戦術転換は行われなかった。また、政府側から持ちかけられた協定も跳ね除けていたが、2015年11月にはアレッポ方面でのロシア軍の空爆が本格化し、ロシア軍の航空支援と連携した政府軍が、ISに包囲されていたアレッポ近郊のクワイリス軍事空港解放を成功させた。
2年に渡り包囲されていたクワイリス軍事空港の防衛と解放の成功はシリア政府軍の士気を大いに高め、ロシア軍の航空支援に加え、地上ではイラン人軍事顧問、ヒズボラ兵士、イラク・アフガニスタン系民兵、パレスチナ武装勢力、そしてアレッポの一地区を支配するクルド人民防衛隊（YPG）といった内外の親政府民兵も加わり、アレッポの反体制派に攻勢を加えた。この結果、政府軍側がいくつかの主要地区を占領し、反体制派兵士は攻撃にさらされやすい地域へ退却した。 
2016年2月、ロシア空軍の支援を受けた政府軍とYPGがアレッポ北部を攻撃し、トルコからアレッポやイドリブ県への補給路の一つを寸断した。この事態を受けて、アレッポの反体制派活動家は、アレッポ県北部の反体制派15組織に、「アレッポ軍」として統合して政府軍に対して反転攻勢に出るよう呼びかけた。 
7月には政府軍がアレッポの反体制派支配地を包囲したが、この時は反体制派の反撃によって短期間で包囲は破られた。
8月、アサド大統領はアレッポの反体制派戦闘員に対して、3か月以内に投降すれば罪に問わないとする大統領令を発したが、反体制派の殆どは投降や交渉を拒否した。 
9月、政府軍は反体制派に奪われていたアレッポ南部を再奪還し、反体制派支配地を再包囲した。これにより、アレッポの反体制派は移動・補給ルートを全て失う。なお、この時点で、アレッポの反体制派支配地には25万人の住民がいるとされた。また、この頃からアレッポの反体制派支配地に住むとする少女バナ・アルアベドがTwitterで街の様子を発信し始め、大きな注目を集めた。 
11月に政府軍は反体制派に猛攻をかけ、4年ぶりにハナノ地区が奪還されるなど、物資が尽きかけていた反体制派は一気に後退した。この攻勢で反体制派はアレッポ東北部の支配を失った。 
2016年12月22日、シリア軍総司令部はアレッポを解放したと発表。また、反体制派組織イスラム戦線に加盟するシャーム自由人イスラム運動幹部も事実上の撤退を認めた。
シリア最大の都市アレッポの奪還成功でアサド政権は内戦での勝利に大きく近付いた。

### 東グータの陥落
2017年11月、政府軍がIS（イスラム国）からデリゾールを奪還し、また、ほぼ同時期にアメリカの支援を受けたクルド人民防衛隊（YPG）主体のシリア民主軍がラッカを制圧したことでISは事実上崩壊。YPGとは互いに対立しつつも協調を維持していたアサド政権はデリゾール及び周辺の市町村を安全化すると、2018年2月には首都ダマスカスの東グータ地方で籠城していた反体制派への制圧作戦を開始した。
3月9日、政府軍は反体制派の支配下にあるバイト・サワー村を制圧し東グータ地方を南北に分断。10日、政府軍は東グータ地方をドゥーマ市および同市北部一帯、ハラスター市一帯、それ以外の南東部の三つに分断する事に成功。
15日、政府軍が東グータ地方中部ハームリーヤ市を制圧、同市住民約2万人が政府支配地域に避難。同日、東グータ地方ドゥーマ市でも市民数千人がシリア政府支配地域に退去。
同15日、ダマスカス近郊ヤルムーク・パレスチナ難民キャンプで政府軍とISの停戦合意が成立。
3月18日には、アサドが東グータの前線を視察。22日、ロシアの仲介により20日に成立したシリア政府とシャーム自由人イスラム運動（シリア解放戦線）の停戦合意に従い、21日に開始された東グータ地方ハラスター市の戦闘員と家族の退去が完了。24日、22日にロシアの仲介で交わされたシリア政府とラフマーン軍団の停戦合意に従い、東グータ地方のアルバイン市から退去を開始。 
4月1日、ロシアの仲介でシリア政府とイスラム軍による東グータ地方ドゥーマ市での停戦合意が成立。2日、イスラム軍が東グータ地方ドゥーマ市からの撤退を開始。  
4月5日、イスラム軍の内部対立によりドゥーマ市からの撤退が延期するも、8日にシリア政府とイスラム軍の停戦交渉が再開され、イスラム軍がドゥーマ市から戦闘員を退去させる事に合意し、9日イスラム軍のドゥーマ市からの退去が再開。 
4月14日、シリア政府軍がドゥーマ市を奪還し東グータ全域の制圧を発表。

### 東グータ陥落後
東グータの陥落に伴い、反体制派がアサド政権中枢であるダマスカス官庁街を攻撃する手段を完全に失った事で、アサド政権は当面の危機的状況を脱した。
東グータ陥落後も、シリアではユーフラテス川東岸地域をアメリカが支援するクルド人民防衛隊（YPG）主体のシリア民主軍が支配、また北西部ではイドリブを中心とした一帯を反体制派の残党が支配しているが、YPGの目的は自治の拡大或いは独立であるとされ、アサド政権とは互いに一定の協調関係を見せている（トルコのシリアへの直接介入後は、後ろ盾である欧米がNATO加盟国であるトルコの軍事行動を事実上黙認しているため益々この傾向が強くなっている）。
イドリブを中心としたシリア北西部で活動を続ける反体制派だが、政府軍がアレッポや東グータ他各地域に散在した反体制派支配地域を奪還し、戦力の集中が可能になったことに加え、前述のようにシリア民主軍はアサド政権とは互いに戦闘を回避しているため、イドリブ一帯の反体制派は事実上封じ込められた形となり、その存続は事実上トルコの支援に依存する形となっている。また、トルコも（トルコ）国内のシリア難民対策や、クルド人勢力への攻勢のために、反体制派とその支配地域を保護すべく直接的な軍事介入を強める一方で、全土の再奪還を進めるアサド政権と、実効支配中の勢力圏を防衛するクルド人勢力が対反体制派・対トルコでの協調関係を強めた。

### シリア・トルコ紛争
2017年後半から2018年前半にかけて、かつてはシリアからイラクに跨る広大な勢力圏を有したISが崩壊する一方、政府軍が首都ダマスカスの東グータ地方を拠点とした反体制派の制圧に成功したことでアサド政権の存続が確定し、アサド政権打倒のためのシリア内戦は事実上終焉を迎えた。
一方、2018年初頭に前年のIS崩壊に伴うクルド人勢力の伸長を阻むべくトルコの直接介入が本格化。反体制各派がトルコ軍と協調すると共に、YPGの支援者であった欧米もNATO加盟国であるトルコの侵攻を事実上黙認。一方で、アレッポやデリゾールといった主要都市の奪還を成功させ、戦力に余力が出ていたアサド政権が、YPGの支援要請を受け援軍を派遣。
ロジャヴァでは、2018年3月にトルコ軍がアフリーンを制圧したが、2019年10月のトルコの進軍に対してはYPGが政府軍にマンビジを移譲した。
2020年2月には政府軍のイドリブへの攻勢に伴い、政府軍と反体制派を支援するトルコ軍との軍事衝突に発展。政府軍の空爆でトルコ軍兵士33人が死亡する一方、トルコの報復攻撃で政府軍も損害を受けるなど、シリア内戦の様相は、シリア・トルコ間の紛争へと変化しつつある。

### 戦線の膠着
2020年3月5日、シリアとトルコの軍事衝突の激化を巡り、ロシアのプーチン大統領とトルコのエルドアン大統領がモスクワで会談、現地時間6日未明から停戦に入る事に合意。　　
＊合意内容は以下の3点。
- 3月6日午前0時から、全戦線で戦闘行為を停止する。
- M4高速道路の南北に幅6㎞の「安全地帯」を設置する。
- 3月15日から、上記の「安全地帯」でロシアとトルコが合同パトロールを実施。

2020年2月の攻勢で、アサド政権が交通の要であったM5・M4両幹線道路の奪還を達成、シリア民主軍とは既にユーフラテス川を境に勢力圏が隔てられていた事に加え、新型コロナウイルス感染症のシリアへの波及なども重なり、2020年3月以降は各勢力とも膠着し大規模な戦闘は控えられている。

## 合従連衡
反体制派の構成員は日和見的に有力な集団へと所属変更を繰り返してきた者が少なくない。反体制派組織同士も相互に連携することで政府軍に対抗しようとしてきた。結果的に、「穏健な反体制派」とイスラム過激派は合従連衡を繰り返しており、両者を厳密に区別することはできないとされている。

### 一覧
反体制派がこれまで設置してきた主な連合組織・合同作戦司令室の一覧。太字は、連合組織・合同作戦司令室を指す。末尾の*はアルカイダ系、**はISIL系であることを表す。それ以外の組織は基本的に「穏健な反体制派」かその他の過激派。外部リンクは日本の公安調査庁ホームページにおける解説記事。
| 連合組織・ 合同作戦指令室      | 結成時期     | 参加組織 | 備考 |
| ------------------------------ | ------------ | --- | --- |
| シリア・イスラム解放戦線       | 2012年 9月   | - イスラム旅団（後、イスラム軍） - ダウヒード旅団 - シャームの鷹旅団 - ファールーク大隊 | イスラム戦線の前身 |
| イスラム戦線                   | 2013年 12月  | - シャーム自由人イスラム運動 - ダウヒード旅団 - イスラム軍 - クルド・イスラム戦線 - シャームの鷹旅団 （2015年2月、シャーム自由人イスラム運動と統合） - アンサール・シャーム大隊 | スンニ派イスラム主義武装組織の連合体 「2013年11月に結成」という資料もある 最高指導者はアフメド・イサ・シェイク 結成当初、反体制派組織では最強とされていた 2014年1月以降ISILとの衝突が本格化し、弱体化 |
| ハズム運動                     | 2014年 1月   | - 北部ファールーク大隊 - 第9師団特殊部隊 - 第1機甲師団 - アッラーへの信仰旅団 - アビー・ハーリス大隊（ハマー・ファールーク） - サラミーヤ自由人大隊（ハマー・ファールーク） - 殉教者アブドラッフマーン・シャマーリー大隊 - ラシード大隊 - アブー・アスアド・二ムル大隊 - アフバーブ・アッラー旅団 - ファーティフ大隊 - 第60歩兵旅団 - アブドラッフマーン大隊 - 殉教者アブドゥルガッファール・ハーミーシュ大隊 - サラフナーラ・ファールーク大隊 - 殉教者アブドゥッラー・バッカール大隊 - ラスタン殉教者大隊 - 殉教者アンマール・トゥラース・ファルザート大隊 - 真実の声連帯                                                       | 「穏健な反体制派」 シリア北部で展開し、アメリカの支援を受けていた 2015年3月、ヌスラ戦線に敗れ崩壊 |
| シャームの民の合同作戦司令室   | 2014年 2月   | - ヌスラ戦線* - シャーム自由人イスラム運動* - ダウヒード旅団 - ハズム運動 | |
| 南部戦線 （自由シリア軍）      | 2014年 2月   | - 南部シリア革命家戦線 - 下カラムーン旅団 - ヤムルーク旅団 - ファッルージャ・ハウラーン旅団 - ムハージリーン・ワ・アンサール旅団 - スンナの獅子旅団 - 3月18日師団 - ハムザ・アブドゥッラー旅団 - 第1特殊師団 - イスラムの暁旅団 - シャバーブ・スンナ旅団 - イッズ・ブン・アブドゥッサラーム旅団 - カラーマ旅団 - シャーム開放師団 - 第1砲兵中台 - ドゥーマー殉教者旅団 - グータ・ムジャヒディーン旅団 - アバービール・ハウラーン旅団 - ハウラーン大隊統合 - 上カラムーン11師団 - ムウタッズ・ビッラー師団 - ヒムス・ワリード旅団 - イブン・ワリード末裔旅団 - 特殊任務中隊 - ハウラーン殉教者旅団 - 西部郊外自由人大隊 - 第1軍団 | 「穏健な反体制派」 |
| ウンマ軍                       | 2014年 9月   | - ドゥーマー殉教者旅団 - アスワド・グータ旅団 - ファールーク・ウマル旅団 - ファトフ・シャーム旅団 - アルバイン殉教者旅団 - アンサール・ウンマ旅団 - 特殊部隊中隊 - ダマスカスの剣旅団 - ハルマラ・ブン・ワリード大隊 - ザイド・ブン・サービト旅団 | 「穏健な反体制派」 ダマスカス郊外県東グータ地方で活動 |
| バドル軍団                     | 2014年 9月   | - ジュンド・タウヒード旅団 - 誠実なる青年旅団 - アフバーブ・アッラー旅団 - イバード・ラフマーン大隊 - アバービール・グータ旅団 - イブン・タイミーヤ大隊 - アリー・ブン・アビー・ターリブ大隊 - ジュンド・ハック旅団 - アブー・バクル・スィッディーク大隊 - 軍エリート大隊 | ダマスカス郊外県東グータ地方で活動 |
| シャーム戦線                   | 2015年 2月   | - 「命じられるままに進め」連合 - ムジャーヒディーン軍 - イスラム戦線 - シャーム自由人イスラム運動* - ヌールッディーン・ザンギー運動* （後、ファトフ軍と統合） - シャームの鷹旅団 - アサーラ・ワ・タンミヤ運動 - ハズム運動 - 第101歩兵師団（第21軍連合） - ジェンド・イスラム旅団 | |
| ファトフ軍                     | 2015年 3月   | - ヌスラ戦線* - シャーム自由人イスラム運動* - ジュンド・アクサー機構*（2015年10月脱退） - シャーム軍団（同胞団系、2016年1月脱退） - ハック旅団 - スンナ軍 - アジュナード・シャーム・イスラム連合 - シャームの鷹師団 | ヌスラ戦線、シャーム自由人イスラム運動が主導 高度に組織化され、重武装している イドリブ県の大半を支配下に置いた 兵力は数千人とも1.2万とも言われる                                                      |
| 闘いの勝利連合                 | 2015年 4月頃 | - ヌスラ戦線* - シャーム自由人イスラム運動* - イスラム軍 - アル・ムハジリーン・ワル・アンサール軍 など十数組織 | スンニ派イスラム主義組織の連合体 ファトフ軍をモデルに結成 アブドッラー・ムハイシニーが関与した |
| アレッポ・ファトフ軍           | 2015年 5月   | - ムジャヒディーン軍 - 第101歩兵師団 - 第13師団 - シャーム自由人イスラム運動* - シャーム軍団 - イスラム軍 - シャーム戦線 - ムールッディーン・ザンギー運動 | |
| シリア民主軍                   | 2015年 10月  | - クルド人民防衛隊（YPG） - PYD系 - クルド女性防衛部隊 - シリア・アラブ同盟（SAC） - 革命家軍 - ユーフラテスの火山作戦司令室 - サナーディード軍 - ジャズィーラ旅団連合 - シリア正教軍事評議会（シリア正教系） | クルド人・アラブ人・キリスト教徒の連合組織 ロジャヴァの関連組織 中核はYPGで、兵力は約5万人。 |
| マルジュ・スルターン作戦司令室 | 2015年 12月  | - ラフマーン軍団 - イスラム軍 - アジュナード・シャーム・イスラム連合* - ヌスラ戦線* - シャーム自由人イスラム運動* | マルジュ・スルターン一帯の奪還を目指して結成 司令官はアブー・バッシャーム・バッラー |
| 解放軍                         | 2015年末     | - シャーム戦線 - 第46師団 - 第312師団 - 第314真実部隊連合 など | 「穏健な反体制派」 かつてヌスラ戦線に粛清された武装勢力の再編 アメリカなど各国情報機関が監督 トルコ・アンタキヤにある作戦司令室の参加団体 2016年7月、ヌスラ戦線に屈服し、服従を誓った                 |
| ハリード・ブン・ワリード軍**   | 2016年 5月   | - ヤムルーク殉教者旅団** - イスラム・ムサンナー運動 | ISILの傘下 |
| ファトフ軍 （新生）            | 2016年 5月   | - シャーム自由人イスラム運動* - ヌスラ戦線*→レバント征服戦線 - トルコマン・イスラム運動 - シャーム軍団 - スンナ軍 - ハック旅団 - アジュナード・シャーム・イスラム連合* | |
| ユーフラテスの盾作戦司令室     | 2016年 8月   | - ハムザ師団 - シャーム軍団 - スルターン・ムラード師団 - シャーム自由人イスラム運動* - ヌールッディーン・ザンギー運動 - タフリール軍 - 山地の鷹旅団 - シャーム戦線 | |

## 反体制派支配地の状況
反体制派のファトフ軍がイドリブを占領してから、同市で最も強い発言力を持ったのはサウジアラビア出身のアルカイダ活動家、アブドッラー・ムハイシニーであった。彼は市内に「シャリーア学院」、「教宣センター」、「訓練基地」などを開設し、女性や子供を対象に宣伝・教育活動を行った。この手法はISILと類似していると指摘されている。「シリア国民同盟」などの諸派もイドリブ市に拠点を置こうとしたが、ムハイシニーが「イドリブ首長国」を宣言し、彼らを排除した。
イスラム過激派のヌスラ戦線とその同盟者は、支配下にあるイドリブ県においてISILのような「イスラム統治」を行った。まず政府支持者、次にキリスト教徒を公開処刑した。公開処刑はイスラム統治を受け入れさせるために、社会的に影響力が強い者や著名人を組織的に処刑したとされる。これにより、60万人いたイドリブ市民の4分の3は町を離れ、特にキリスト教徒は「一人もいなくなった」。彼らはイドリブ県地方部・ハマー県・ホムス県・沿岸地方などへ避難した。ファトフ軍がイドリブを占拠して2カ月以内に、住民に対してISIL占領地で見られるような「シャリーア的服装」を義務付けた。また、姦通罪に対する刑罰として女性を石打ちで処刑した。礼拝をしない者に対しては鞭打ち刑が執行された
ヌスラ戦線は、イドリブ市やその周辺の住民から税金を取り、衛生・電気・水道・行政機能も管轄するようになった。背景には独自の統治機構を構築しているISILへの対抗心もあると指摘されている。しかし、税金に似合った行政サービスを提供する能力がないため、ISILやアサド政権のような求心力は持っておらず、市民のデモに対して屈したこともある。
政府支配地に包囲された反体制派支配地では、兵糧攻めによって食料・衣料品などが不足した。そのため、土があれば狭いスペースでも小麦やホウレンソウが栽培された。また、プラスチックのゴミを溶かして油（通称「ミクスチャー」）を抽出し、機械・電化製品の燃料として使用された。技術的にはディーゼル・石油・潤滑油などを精製できるが、爆発する危険性がある。包囲下にあった反体制派支配地のホムス北部では、「地元のパン」プロジェクト（2014年 - ）がおこなわれた。これは、「自治体」が小麦栽培の必要物資を農家に供給し、農家は収穫した小麦を「地元政府」に優先的に売り、便乗値上げをしないと成約すれば、農家は人道支援団体や亡命した家族を保証人にして生産拡大のローンを組めるというもの。これによりこの反体制派支配地域のパン価格は下落した。
反体制派支配地域では物価が高騰しており、高給をもらう武装勢力の戦闘員を除いて生活は困窮している者が多い。ダルアー県では、反体制派支配地域からバスで物価の低い政府支配地域に長距離移動し、わざわざそこで買い物をする者も少なくなかった。そのため、高給な武装勢力の戦闘員になる若者が続出してたとされる。

### 刑務所
2015年時点で反体制派には、有名なものだけで4つの刑務所があった。そのうちダマスカス郊外のタウバ（「悔悟」の意）を除いて、イドリブ県に3つの刑務所（ハーリム、ザンバキー、「中央」）がある。これらは、住民を追い出した村落を刑務所にしたものである。ヌスラ戦線などは、捕虜をハーリム、ザンバキー、「中央」各刑務所に収監している。
刑務所には政府軍兵士・政府関係者・敵対勢力構成員ら数千人が収監されている。中には、政府支持者やハズム運動支持者などに仕立て上げられ、身に覚えのない容疑で突如拘束された者もいる。囚人の多くは、反体制派勢力間の対立が原因で恣意的に収監され、復讐目的で「不信仰」、「政府支持」などの罪状が与えられる。裁判はイスラム法に則ることになっているが、その判定基準についてはよく分かっていない。シャイフは独断で囚人を釈放できる。また、イドリブ県の刑務所ではヌスラ戦線、シャーム自由人イスラム運動の戦闘員を仲介者にすれば、釈放されることが多かった。その他に、「革命への寄付」を行えば釈放してもらうこともできた。
ザンバキー刑務所では、約1700人（2016年11月頃）が収監されている。性別や、宗教・宗派によって収監される房は異なる。医務室・シャワー室はなく、食事は1日2度、生存に最低限の量が与えられる。そのほかにも刑務所は多数あるが、それらは人道の面で監視も受けていない。このような刑務所の惨状は「アサド政権に比べて改善していないどころか悪化している」と評される。

### 反体制派が支配した都市
「穏健な反体制派」、イスラム過激派、ロジャヴァなどが支配した主な都市。
アレッポ
シリア最大の都市。アレッポ県の県庁所在地。2012年から2016年まで反政府勢力が東部を支配した（アレッポの戦い）。
アフリーン
2012年7月に政府軍がアフリーンから撤退し、YPGが占領した。2018年にトルコ軍とシリア反体制派がアフリンを攻撃し、支配権は非クルド系の反体制派に移った（オリーブの枝作戦）。
アル＝バーブ
ISISに支配されていたが、2017年2月にトルコ軍とシリア反体制派が占領した（ユーフラテスの盾作戦）。
ダービク
イスラム終末論でキリスト教徒との最終戦争があるとされる町。ISILにとって思想的に重要な町だったが、2016年10月にトルコ軍とシリア反体制派が占領した（ユーフラテスの盾作戦）。
アイン・アル＝アラブ（コバニ）
2012年、撤退した政府軍に変わりYPGが支配した。2014年から2015年にかけてISILとの戦闘が行われる（コバニ包囲戦）
マンビジ
ISILに支配されていたが、2016年8月にロジャヴァがマンビジ一帯を占領した。その後、2019年10月に発生したトルコ軍によるシリア侵攻の中で、シリア民主軍はシリア政府軍に対して協力を要請。クルド人勢力の市内からの撤収に伴い、シリア政府軍が展開した。
ラッカ
ラッカ県の県庁所在地。政府軍が最初に喪失（放棄）した県庁所在地。自由シリア軍・ヌスラ戦線・イスラム戦線などが支配した後、ISILに占領され、「首都」となる。その後、ロジャヴァに占領される（ラッカの戦い参照）
ハサカ
ハサカ県の県庁所在地。内戦当初からYPGが一部を支配していた。2016年8月より政府軍が撤退し、大部分をロジャヴァが支配している。
ラース・アル＝アイン
2012年11月に自由シリア軍が占領する。その後、YPGに占領される。
カミシュリー
街の4割を政府軍が、6割をYPGが支配下においていた。
ホムス
ホムス県の県庁所在地。「革命の首都」と呼ばれた。2011年から2017年まで政府軍と反体制派の間で戦闘が行われた後、最終的に政府軍が奪還（ホムス包囲戦）。
イドリブ
自由シリア軍の拠点のひとつだったが、2012年3月に政府軍が駆逐した。2015年3月にファトフ軍が占領。2020年現在に残る反体制派の最後の纏まった拠点（イドリブの戦い参照）。
ダルアー
ダルアー県の県庁所在地。最初に反政府デモが発生した都市。2018年7月、政府軍が奪還。
タル・アブヤド
ISILが支配していたが、2015年6月にYPGが占領した。
マアッラト・アン＝ヌウマーン

マアルーラ
反体制派に支配されていたが、2014年4月に政府軍が奪還した。

## 構成員の素性
シリア内戦における反体制派は、当初既存の政党・政治勢力にも所属していない人々に広がっていった。彼らは治安部隊の暴虐に怒りを覚えた普通の人々であったとされ、デモを組織しデモに参加していた。特にインターネットや携帯電話を使いこなす若年層が多かった。彼らの抗議活動とそれを弾圧する政権の姿がインターネットや国際メディアを通じで世界に配信されると、民衆や国際世論においてアサド政権への批判が高まった。それに19世紀以降欧米で暮らしていたシリア系移民の末裔も反体制派の支援に乗り出し、自らが居住する国を中心に反アサドの機運を盛り上げていった。しかし、彼らは、アラブの春までシリアに対する意識が薄かったため、シリア国内に人脈が乏しく、シリア本国の活動家と連携が取れなかった。国内の活動家とシリア系移民の末裔をまとめ上げるために立ち上がったのが、1980年以降シリアから亡命し手活動を続けた「筋金入り」の反体制派である。彼らはシリア国民評議会を作り、反体制派の連携を図ったが、多様な主義主張を持つ多数の集団を取り込んでしまったため、意見集約ができずに失敗した。
地理的には、北東部・内陸部・農村・乾燥地帯の住民が反体制派に積極的に加わった。騒乱前のシリアでは、気候変動や都市重視の政策によって都市と農村の格差がかつてないほど広まっており、周縁化され経済発展が遅れたこれらの地域では、かつて支持していた政権に対する反発が高まっていた。一方でダマスカス・アレッポおよび沿岸部の住民は比較的豊かで安定した生活を送っており、反体制派に脅威を覚える人々が多かった。
騒乱下の反体制派支配地域では、経済情勢が悪化しているにもかかわらず、反体制派戦闘員は高い給料を受け取っている。そのため、経済的に困窮した若者が反体制派に入ることがある。

## 各国からの支援

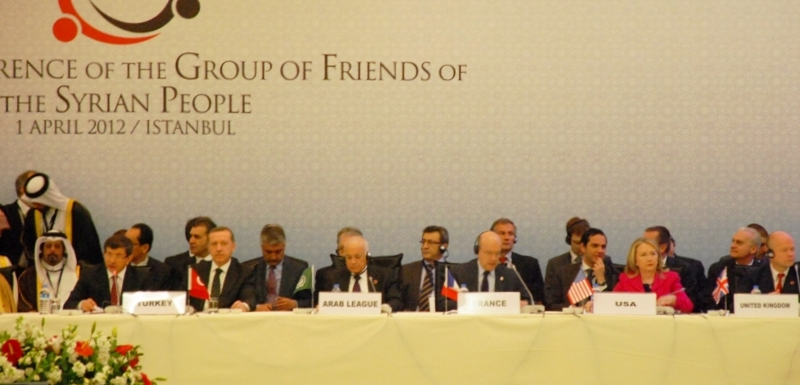
反体制派の支援国で構成する「シリアの友人たち」の会合（2012年4月、イスタンブール）

シリアでは、先代大統領ハーフィズ・アル＝アサドの30年に渡る長期支配で、軍事力と秘密警察を背景に、アラブ世界最強の独裁体制と国民統合体制が構築され、それはバッシャール・アル＝アサド政権に移行後は徐々に改善されてはいたものの、依然としてバアス党主導の強権体制が続いており、その強権・残虐さは欧米の民主主義国から嫌悪されてきた。また、シーア派系のアラウィー派が力を持ち、アラブ社会主義に則った世俗主義を掲げている事が中東スンニ派諸国との対立に繋がってきた。そのため内戦が起きると欧米・サウジアラビア・カタール・アラブ首長国連邦・トルコなどがシリアの反体制派を支援した。特に国境を接するトルコは反体制派に資金・兵員を供給する経由地となった。しかし、反体制派は国外のスポンサーごとに分裂し、アサド政権との戦闘以外にも反体制派同士の内紛を起こしたことに加え、アサド政権が想像以上に強固だった事と、アサド政権崩壊を恐れたキリスト教徒や少数派イスラム教徒のシリア国民の間でアサド政権への支持が根強かったことから、「穏健で民主的な反体制派が短期間にアサド政権を倒す」という当初の見込みは外れた。2013年4月頃、アサド政権が反体制派に化学兵器を使用していたという疑惑が浮上し、アメリカやフランスが政権への攻撃を試みた。しかしロシアの反対によりこの計画は潰され、アサド政権が倒される見込みはなくなった。ヌスラ戦線がアルカイダの一派であることが公然と知られるようになると、欧米・湾岸諸国は武器や資金がイスラム過激派に渡ることを恐れ、反体制派への支援を減少させた。このことは、2013年夏以降の政府軍の攻勢につながる。
2015年、アメリカはシリア国外で反体制派を訓練し、シリアに送り込んだ。しかし構成員の大半は持ち場を離れ、部隊は戦闘不能となってしまった。
アメリカとロシアはそれぞれロジャヴァを支援しているとされる。これに対してロジャヴァを警戒するトルコの首相アフメト・ダウトオールは「トルコが戦っているテロ組織とのいかなる協力も認めることはできない」として、米ロに抗議した。

## 反体制派とISIL
ISIL（「イスラム国」）はその前身となる団体が2004年には既にイラクで活動していたが、2011年時点では勢力が衰退していた。そのころシリア内戦では、反体制武装勢力が思想・素性を詮索されることなく国外から資源を調達することができた。シリアの友人たち参加国のうち、サウジアラビア・トルコ・カタールはアサド政権の破壊のためにあえてイスラム過激派を支援していた。欧米諸国は、イスラム過激派を主力とする反体制派が「民主化」を志向しているとみなして黙認した。そのため、ISILは反体制派の中に紛れ込み、欧米諸国や一部アラブ諸国、トルコなど外部から寄せられる資源の受け取り手となることができた。革命後のチュニジア・リビアなどは、政情不安を避けるために過激派をシリアに送り出し、サウジアラビア・クウェートなどでは過激派に資金を提供していた。これらの行動は意図せざる結果としてISILの勢力を拡大した。一方、ロシア・イランなどは、ISILなどのイスラム過激派台頭がアサド政権の弱体化をもたらすとして、早い段階から警戒していた。
ISILがイラクへと勢力を伸張し、その悪影響を無視できなくなったシリアの友人たち参加諸国は、ISILをシリアにおける他の反体制派と峻別し、ロシア・イランと並行してISILに攻撃を加えるようになる。2015年12月の国連安保理決議2254号では、シリア内戦解決に向けたプロセスの開始と、プロセスからのテロ組織の排除、そしてテロとの戦いを掲げた。ここでいうテロ組織とは、ISILやヌスラ戦線に加え、「ISSG（国際シリア支援グループ International Syria Support Group）の合意と安保理の決議で定められた両組織とつながりのあるその他すべての個人・組織」を指すとされた。ロシア・イラン・アサド政権は、停戦に応じないすべての武装勢力を「テロ組織」と解釈して、それらの組織に「テロとの戦い」を仕掛けた。しかしISSGは、テロ組織に「穏健な反体制派」は含まれないとしてロシアなどと対立する。また、トルコは国内のクルド人勢力クルディスタン労働者党とつながりの深いロジャヴァをテロリストとみなし、勢力を拡大するロジャヴァに対抗してシリアに軍事介入を行った。このような諸外国の対立はISILが生き残るのに有利に働いた。